# La Massana
La Massana es una de las siete parroquias que integran el Principado de Andorra.
Actualmente gobierna  Ciudadanos Comprometidos.

## Geografía
Se encuentra situada en el noroeste del país y cubre una superficie de 65 km².
La parroquia está formada por siete cuartos rurales o entidades menores existentes en algunas parroquias: l'Aldosa, Anyós, Arinsal, Erts, Pal, Sispony y La Massana, que es la capital de la parroquia. Tiene también seis pequeños núcleos urbanos: el Pujol del Piu, Escàs, els Plans, el Mas de Ribafeta, Xixerella  y el Pui.
Los ríos más importantes de La Massana son el Valira del Norte, el río de Pal, el río de Arinsal y el río de Montaner. Los lagos (el de les Truites, els Forcats, Montmantell y el Negre), los bosques de pinos y abetos y los picos más altos del país (el Comapedrosa -2.942 metros-, el Medecorba, el Racoferd, el Pic del Plá de l'Estany y el Sanfons) forman parte también de la geografía de espacios naturales de esta parroquia.
La localidad de La Massana cuenta con 3000 habitantes,
se encuentra a 1230 m s. n. m. y es la capital parroquial. Se encuentra situada a apenas cinco kilómetros de Andorra la Vieja. En la parroquia de la Massana hay unos 10 000 habitantes.

## Economía
Si bien casi no conserva restos de un pasado dedicado en exclusividad a la agricultura y la ganadería, aún es posible encontrar cierta actividad ganadera y de cultivo de la patata y el tabaco. En la actualidad la actividad de sus habitantes gira casi exclusivamente en torno al sector terciario (servicios), con una gran variedad de establecimientos hosteleros, restaurantes, instalaciones de ocio y deportivas. Conserva el conjunto arquitectónico de Pal, típico pueblo de montaña pirenaica (uno de los mejor conservados).

## Patrimonio
- Iglesia de San Ermengol, en L'Aldosa de La Massana.
- Iglesia de San Clemente, en Pal.
- Iglesia de Sant Romà, en Erts.
- Pont de Sant Antoni de la Grella.
- Museo Casa Rull, en Sispony.
- Farga Rossell, en La Massana.

## Fiestas
Celebra su Fiesta del Roser el segundo domingo del mes de julio y su fiesta mayor el 15 de agosto.

## Hermanamiento
- Bariloche, Argentina.

## Deporte
- Fútbol Sala La Massana juega en la Segunda División de Andorra y la Copa Constitució, su estadio es el campo de fútbol de Ordino.